# Oscar Soto
Oscar Eduardo Soto (nacido en Caracas, Venezuela, 5 de junio de 1971, falleció en Caracas, Venezuela, 6 de febrero de 2002) fue un futbolista internacional de Venezuela en la disciplina del Fútbol sala, se desempeñaba en el terreno de juego como Ala y fue uno de los integrantes de la Selección de fútsal de Venezuela apodada los héroes del 97 gracias al título conseguido de campeón del mundo en el año 1997 en México. 

## Clubes
| Club                    | País      | Año       |
| ----------------------- | --------- | --------- |
| Furias de Caracas FSC   | Venezuela | 1993-1995 |
| Caciques de Monagas FSC | Venezuela | 1996-1997 |
| Lobos de Miranda FSC    | Venezuela | 1998-     |

## Muerte
Oscar Soto, quien jugó con Lobos de Miranda, Caciques de Monagas y Furias de Caracas e integrante de la selección nacional venezolana de fútbol de salón, se había dedicado a formar futbolistas en varios rincones de la ciudad de Caracas entre ellos los sectores Plan de Manzano, El 23 de enero  y el Bloque 6 de El Silencio, donde residía. Era el séptimo varón entre nueve herederos de 'Kita', Guillermina Carrasquel de Soto.
Por su parte un vecino y amigo del sector, maneja la hipótesis de que el deportista murió por la venganza de alguien que trabajaba en una agencia de viajes cercana a la zona donde residía Oscar Soto, y que en el asesinato estarían implicados dos sicarios que acudieron en una Motocicleta con aspecto de Policías y armados de pistola proporcionándole 13 impactos de bala al deportista dejándolo sin vida, suceso ocurrido en la Plaza Miranda de Caracas, Venezuela.

## Palmarés
- Liga Especial Superior de Fútbol de Salón de Venezuela (LESFUTSAL) 1995 - Campeón con Furias de Caracas

- Campeonato Panamericano de fútbol de salón PANAFUTSAL 1996, Bogotá, Colombia - Campeón

- Mundial de Fútbol Sala De la AMF 1997 - Campeón